# De goden gaan naar huis
De goden gaan naar huis  is een roman van de Nederlandse schrijver A. den Doolaard  Het boek kwam uit in 1966 en beschrijft volgens de auteur in zijn voortekst: “een onbepaalde tijd tussen 1970 en 2000”. Het boek is een toekomstroman.

## Thematiek
- De ontheemde Elgin Marbles in het British Museum, die afkomstig zijn uit het Parthenon.[2][3]
- De Marsreis in het kader van de openbare en bekende waarschuwingen van Nobelprijswinnaar Joshua Lederberg.[4]
- De afbraak van de ozonlaag door het vliegverkeer en ruimteraketten.[5]

## Hoofdpersonen
- Dr. Nikos Grammatikakis. Conservator van het museum te Heraklion op Kreta. Een fysiek lelijk mens met veel contacten in de wereld van de archeologie. Zijn levensdoel is het terughalen van de Elgin Marbles naar Athene. Vader van twee zonen.
- Zijn 4 jaar jongere broer Kostas. Krantenuitgever te Heraklion van het dagblad 'De Dageraad' met een fanatieke aandacht voor de moderne techniek. Heeft met genoegen een maand cel uitgezeten wegens belediging van de monarchie. Hij gelooft in de almacht van de scheppende mens, die zichzelf zal kunnen scheppen.
- Diotima Typaldos. Middels haar vereniging ‘De vrienden van Athene’ stille kracht achter het levensdoel van Nikos. Wijst Nikos af als bedpartner.
- Daphne Kyriasis. Vrouw van lichte zeden met een selecte groep minnaars, die verliefd is op de oude Nikos.
- Dr. Derek Darwin, conservator van het British Museum betreffende de Griekse en Romeinse oudheid.
- Jan Hendrikx uit Deurne, België. Piloot en vriend van Nikos.
- Drs. Gerard van Dongen, historicus en vriend van Jan.

## Verhaal
Het verhaal begint in Londen waar het formele verzoek van Nikos om teruggave van de Elgin Marbles door zijn collega Darwin beleefd wordt afgeslagen. Intussen is er een bewapeningswedloop in de ruimte aan de gang. Piloot Jan Hendrikx waarschuwt tijdens een etentje in Athene dat de ozonlaag gevaar loopt door al die intercontinentale raketten. Even later staan de Verenigde Staten en de Sovjet-Unie op de rand van een ruimteoorlog, als een Russische satelliet door een Amerikaanse wordt vernietigd. Het blijkt gelukkig achteraf een misverstand.
Nikos dringt er bij zijn broer op aan zijn geloof in de techniek op te geven. Maar de krantenuitgever uit Kreta geeft geen krimp. Na 6 maanden komt een vlucht met vier Amerikaanse astronauten terug van de planeet   Mars en de wereld wacht in spanning af. Op advies van de Nobelprijswinnaar Joshua Lederberg moeten de vier mannen twee weken in quarantaine, maar door een fout bij de landing komt de capsule neer bij een hotel in de woestijn. De “marsmannen” lijken geestelijk flink veranderd na hun lange ruimtereis en dat wordt pijnlijk duidelijk bij een plechtigheid in het Witte Huis. Maar wat eerst voor een psychische reactie wordt gehouden, blijkt een virale encefalitis. Het ziektebeeld begint met desinteresse en eindigt met hoge koorts die de dood tot gevolg heeft.
Na een zomer van milieurampen door klimaatveranderingen wegens de afbraak van de ozonlaag, komt er een geheimzinnige ziekte over de beschaafde wereld. Algemene desinteresse wordt een epidemie. De Amerikanen doen een beroep op de knapste geleerden waaronder een vriend van Nikos, Leonardo Tsatsos. In een gesprek met Jan Hendrikx ziet hij zijn hypothese bevestigd. De virale epidemie wordt bij overgang van mens op mens steeds virulenter en het virus heeft een voorkeur voor de koude gebieden. Tsatsos besluit met andere virologen een vaccin te ontwerpen op basis van celmateriaal van Afrikaanse pygmeeën.
Nikos is dan al met zijn groep bouwvakkers onderweg naar Londen in een vliegtuig dat wordt gevlogen door Jan Hendrikx. Met de nodige moeite halen ze uit de chaotische stad de Elgin Marbles terug naar Athene, waar de autoriteiten met de beelden weinig raad weten. De mens wordt inmiddels in de gematigde streken met regelrechte uitroeiing bedreigd door rampen met technische installaties en kerncentrales. Langzaam rukt deze desorganisatie op richting Griekenland.
Aan het eind van het boek ontstaat nog enige hoop voor het overleven van de mens, als in Brazzaville de groep geleerden onder leiding van Tsatsos daadwerkelijk een vaccin heeft geproduceerd. Maar duidelijk is wel dat de mensheid eeuwen wordt teruggeworpen in zijn technische beschaving.

## Drijfveren
Gerard van Dongen: “Grieken kunnen toch al niet tegen hun verlies”.
Nikos Grammatikakis: “List is evenveel waard als kracht”
A. den Doolaard: "We hebben tussen wonderen geleefd maar we hebben het niet begrepen ", slotzin van de roman en inscriptie op grafsteen van de auteur.